# David Wilkinson (judoka)
David Wilkinson (ur. 6 listopada 1973) – australijski judoka. Olimpijczyk z Atlanty 1996, gdzie zajął siedemnaste miejsce w wadze średniej.
Uczestnik mistrzostw świata w 1995. Zdobył trzy medale mistrzostw Oceanii w 1994 i 1996. Mistrz Australii w 1995 roku.

## Letnie Igrzyska Olimpijskie 1996
| Konkurencja | Eliminacje              | Eliminacje            | Klas. końcowa |
| Konkurencja | Przeciwnik I            | Przeciwnik II         | Miejsce       |
| ----------- | ----------------------- | --------------------- | ------------- |
| 86 kg       | Sergej Klischin (AUT) Z | Darcel Yandzi (FRA) P | 17.           |